# Gare centrale de Mayence
La gare centrale de Mayence (en allemand : Mainz Hauptbahnhof) est une gare ferroviaire allemande, située au bord sud-ouest du centre de la ville de Mayence dans le land de Rhénanie-Palatinat.
Elle est une plaque tournante du transport dans la région du Rhin et du Main. C'est la plus grande gare de la ville et tous les jours environ 60 000 voyageurs et visiteurs fréquentent la gare.

## Histoire

### Première gare
En 1831, Mayence a perdu une autorisation de stockage et de vente pour le commerce maritime, dite droit d'étape (en allemand : Stapelrecht) lors de la première convention rhénane (convention de Mayence, Rheinschifffahrtsakte). De plus, son port ensablé est progressivement évité par les navires. Le 13 avril 1840 le chemin de fer de Taunusbahn entre Francfort-sur-le-Main, Cassel et Wiesbaden est mis en service et fait baisser le tourisme et le transit par Mayence. D'autre part, Mayence est la plus grande ville du grand-duché de Hesse et un attrait particulier pour le réseau ferroviaire en résulte. La compagnie ferroviaire Ludwigsbahngesellschaft de Hesse domiciliée à Mayence obtient le droit à la construction de lignes de chemin de fer depuis Mayence, d'abord en 1845 pour les destinations Mainz-Worms-Ludwigshafen. La construction commencé en 1847. Les travaux sont retardés à la suite des événements de 1848/1849 et se terminent que le 23 mars 1853. Cette première gare de la ville est construite au bord du Rhin, à l'extérieur de l’enceinte urbaine entre la tour du Bois, le Fort Malakoff (de) et l’actuel musée de la navigation antique. L’ouverture a eu lieu au mois d'août.
En décembre 1858, la Ludwigsbahn met en service une ligne entre d'Aschaffenbourg et la capitale nationale de l'époque, Darmstadt. Faute de pont, la ligne termine son parcours sur la rive droite du Rhin au-dessus de l'embouchure du Main. Les voyageurs doivent traverser le Rhin sur un bac. En 1860, la construction d'un pont ferroviaire est  entreprise, le chantier est terminé le 20 décembre 1862. Le 17 octobre 1859 la ligne Mayence-Bingen entre en service. La gare de Mayence est alors une gare terminus, à l'extérieur des remparts de la ville, dans le « Gartenfeld », correspondant à l'actuel quartier de Neustadt, près de « Pont Vert ».
Une autre ligne de chemin de fer de la compagnie Ludwigsbahn de Hesse est construite en 1871 en direction de Gonsenheim jusqu'à Alzey. Au cours du XIXe siècle, avec la croissance du nombre des voyageurs, la gare de Mayence (à la jonction des lignes à Darmstadt, Ludwigshafen, Aschaffenbourg, Bingen et Francfort) se développe en conséquence. Cependant la forteresse qui borde le Rhin ne laisse qu'un espace limité et ne permet pas un élargissement des installations ferroviaires. Déjà en 1858, la Gazette Mayençaise signale l'existence d'un projet de déplacement de la gare.
Les exigences du développement urbain, de la préparation de l’élargissement du Rhin et du développement des chemins de fer ont exigé un haut degré de coordination. Afin de créer une perspective valable, l'urbaniste mayençais Kreyssig proposé en 1873 de déplacer la gare à l’ouest de la ville à la Nouvelle Ville.

### Deuxième gare

#### Ouverture et architecture
La nouvelle gare est établie en 1882-1884 d'après les plans de Philipp Johann Berdellé (1838-1903) dans le cadre de l'élargissement urbain après la guerre franco-prussienne de 1870 la Nouvelle Ville ou Mainz-Neustadt. Le bâtiment est inauguré solennellement le 15 octobre 1884. 
L'architecte mayençais a créé le bâtiment d'accueil avec un grès de Flonheim lumineux de style Renaissance néo-italienne avec éléments de baroques et de classiques. Il est composé d'un bloc central flanqué de deux ailes latérales plus basses à arcades, à leur tour terminées par des bâtiments plus élevés. Berdellé voulait mettre l'accent des décorations sur la façade du bâtiment central : les sculpteurs mayençais, Valentin Barth et Anton Scholl ont composé en relief des représentations allégoriques liées à la fonction de l'édifice, mettant en scène des putti vêtus de draps à l'antique montant dans (départ) ou descendant du (arrivée) train.

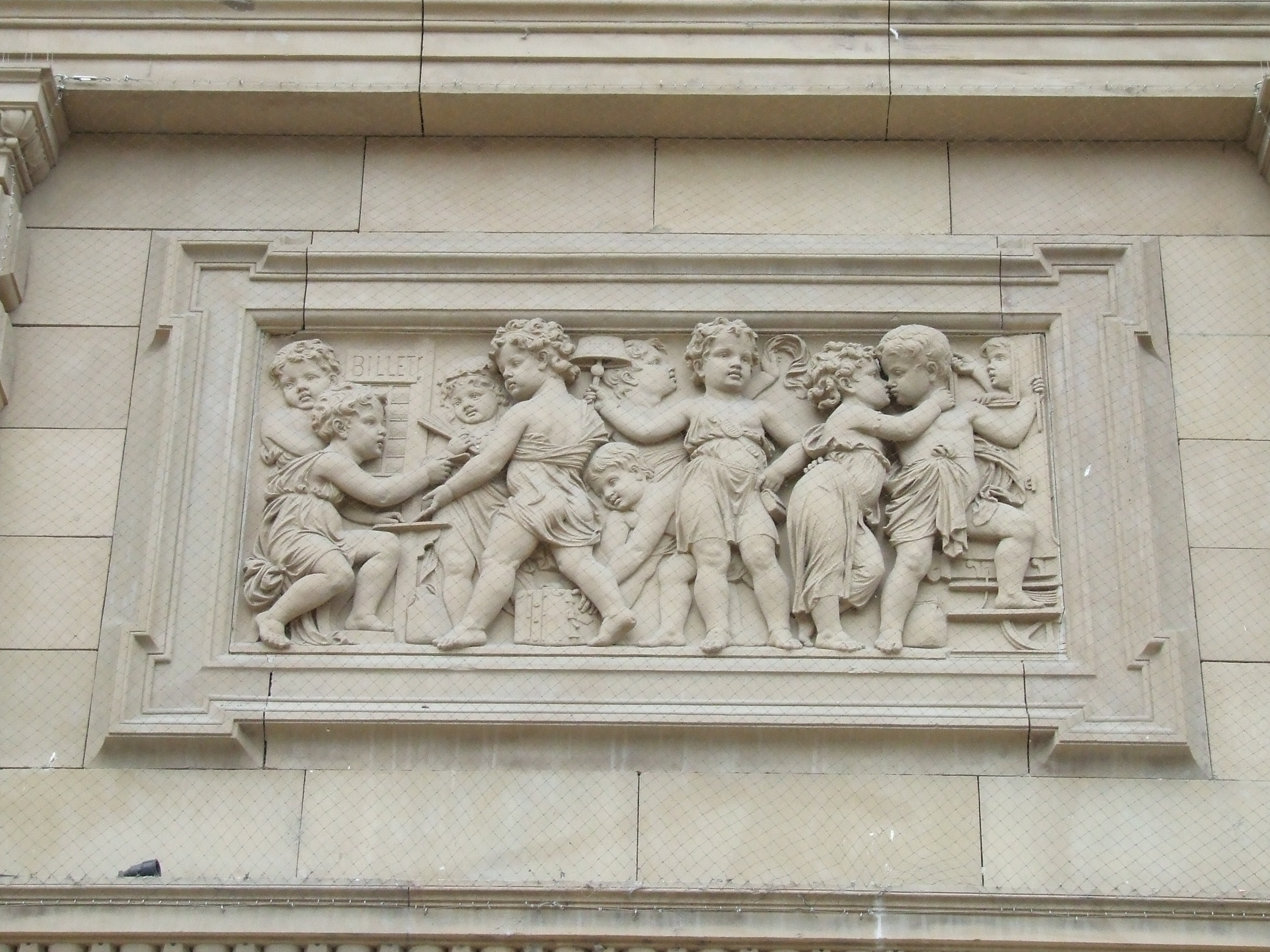
Départ : on remarque le mot BILLET en haut à gauche, et une grosse valise posée à même le sol, tandis qu'à droite un voyageur s'arrache à l'étreinte de sa compagne et monte sur le marchepied, au-dessus d'une roue définitivement moderne
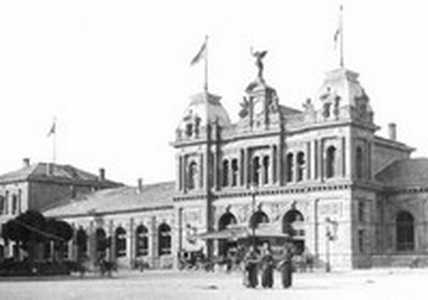
La gare de Berdellé : une horloge couronnait la façade, elle-même surmontée d'un génie ailé : ces éléments ont disparu de la façade contemporaine, plus sobre.
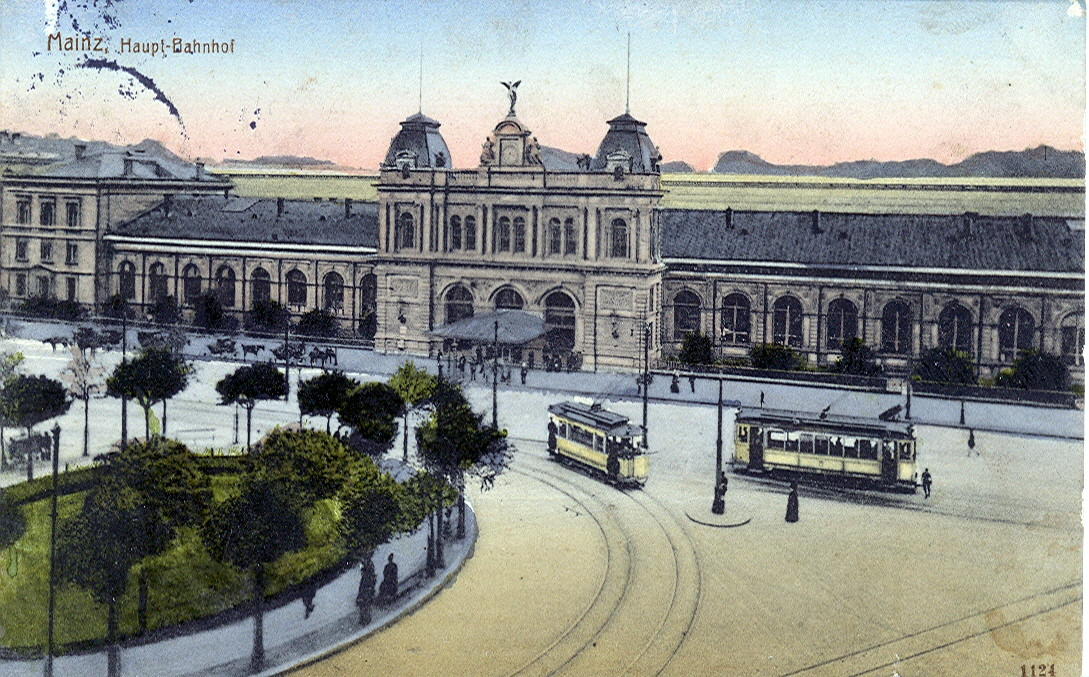
Idem sur une carte postale
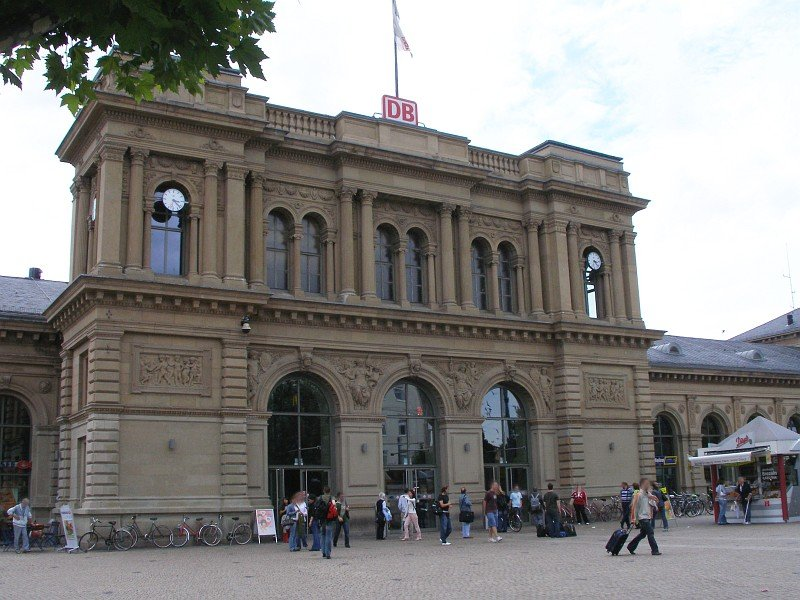
façade contemporaine (2004)
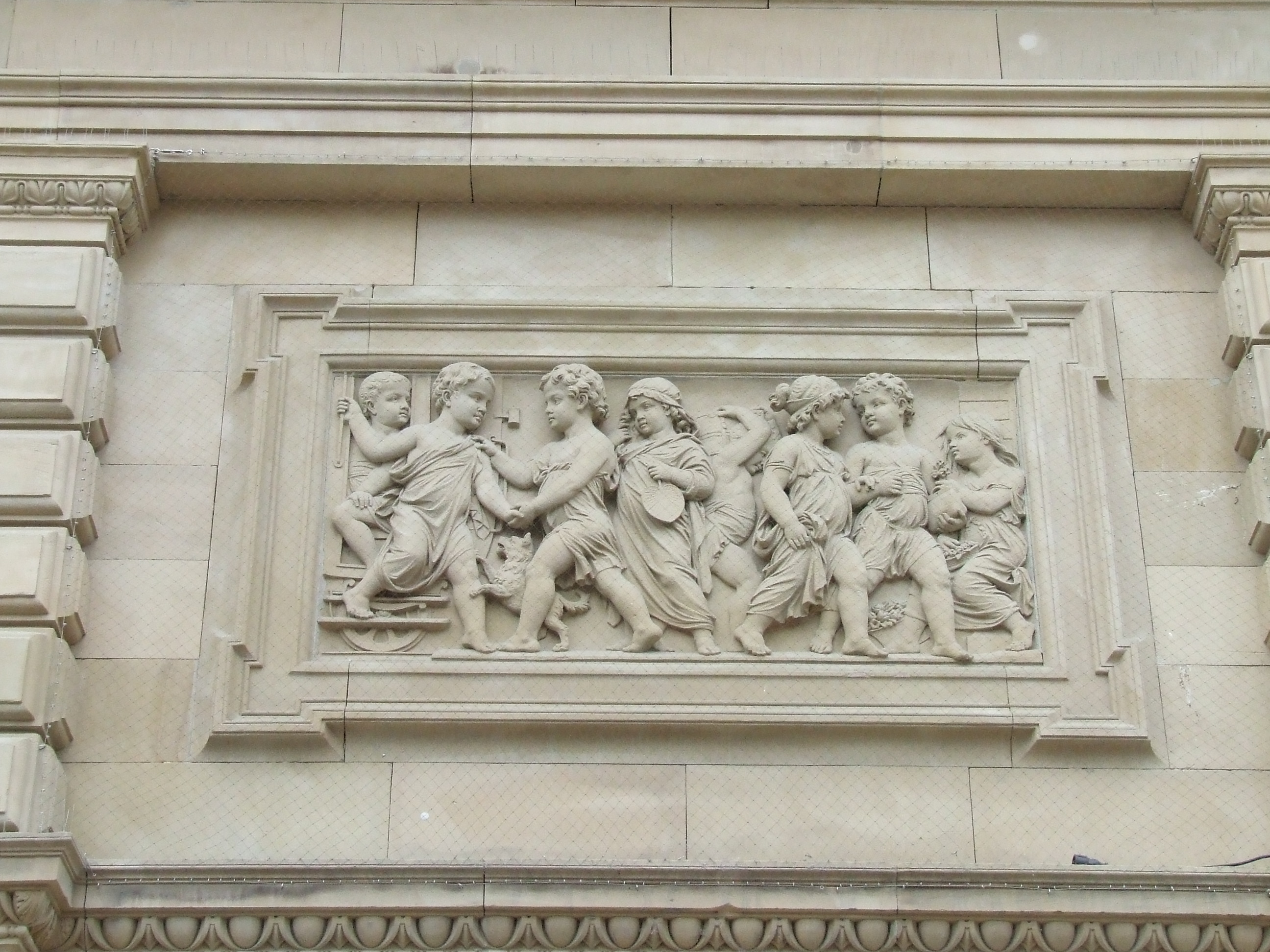
Arrivée  : un petit chien manifeste la joie des retrouvailles à gauche, ce qu'une vendeuse de fleurs à droite propose de prolonger, tandis qu'au second plan un porteur peine sous une grosse valise

On note encore les décorations de la façade au-dessus des trois portes d'entrées, composant les blasons de la ville et de la région avec des figures mythologiques ou allégoriques.

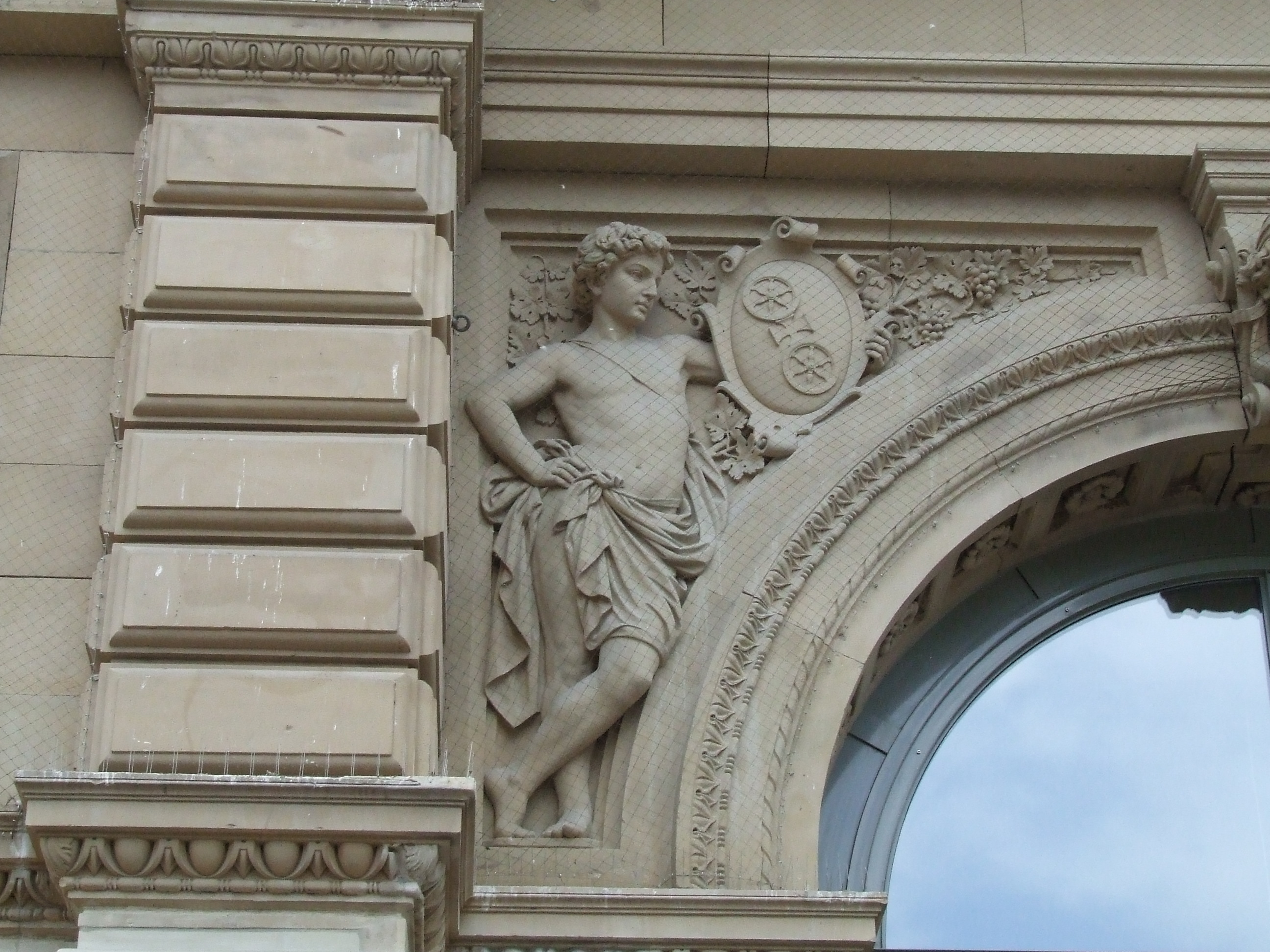
Blasonnement de Mayence
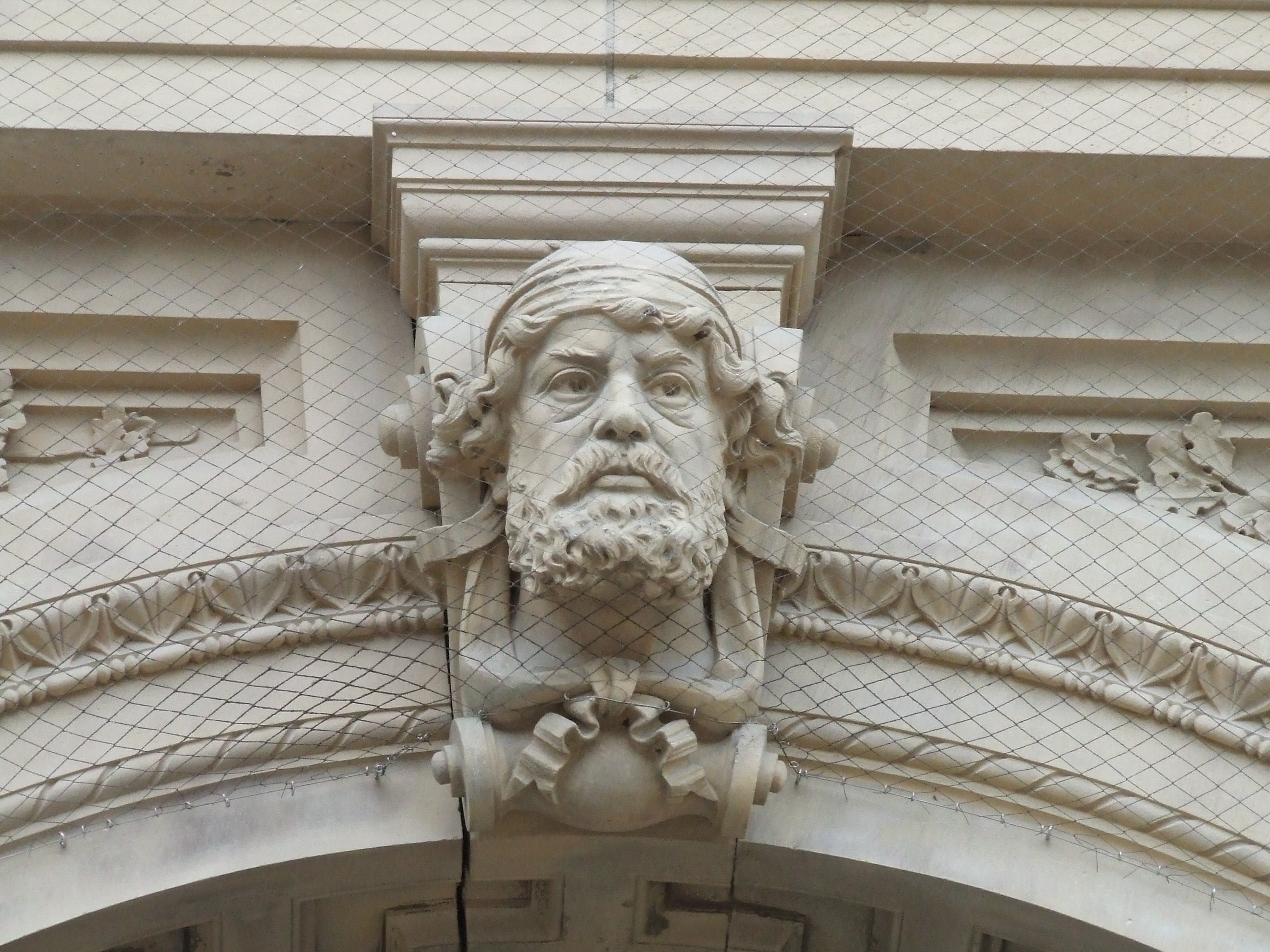
Vulcain
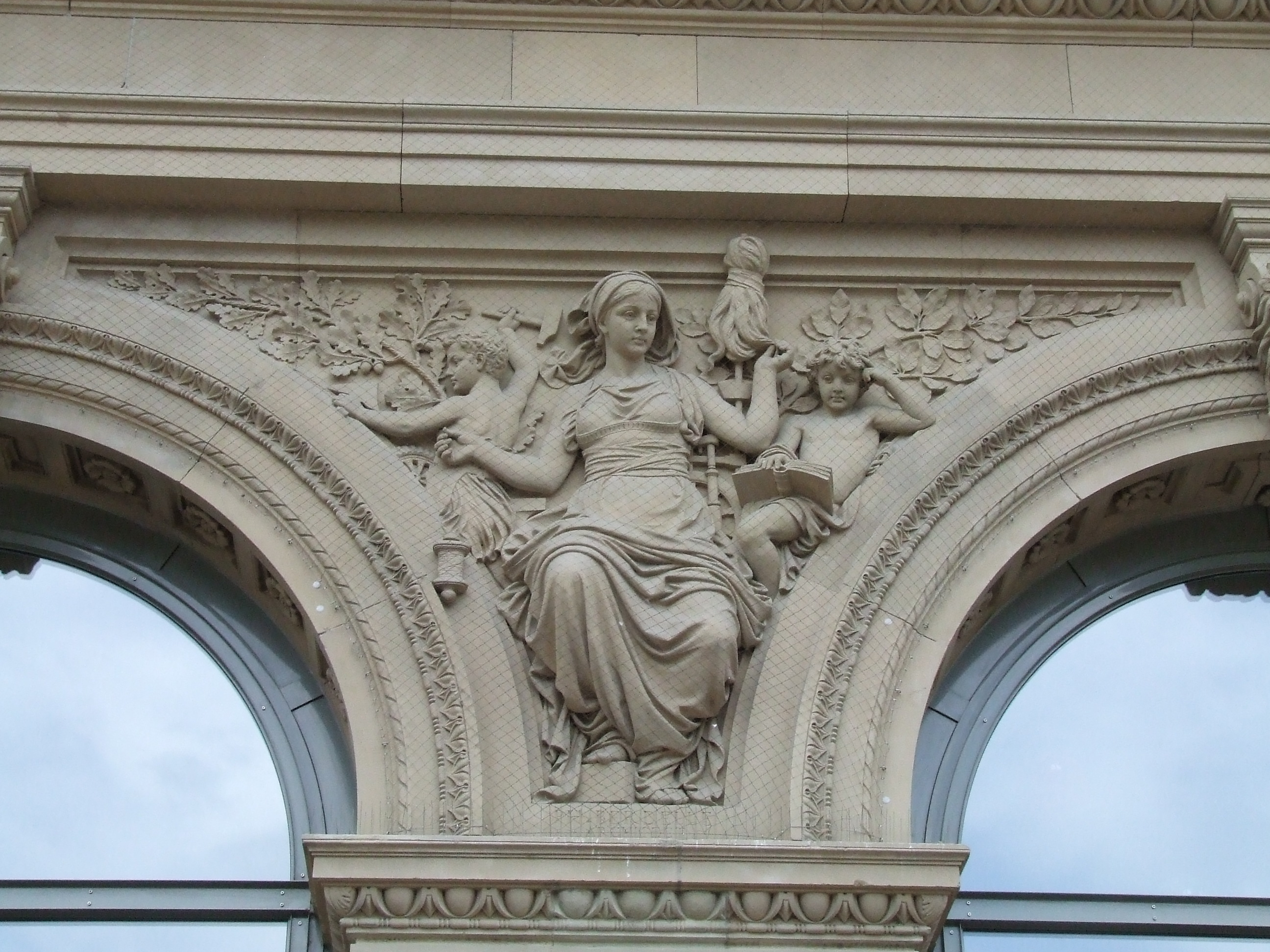
figure allégorique Travail
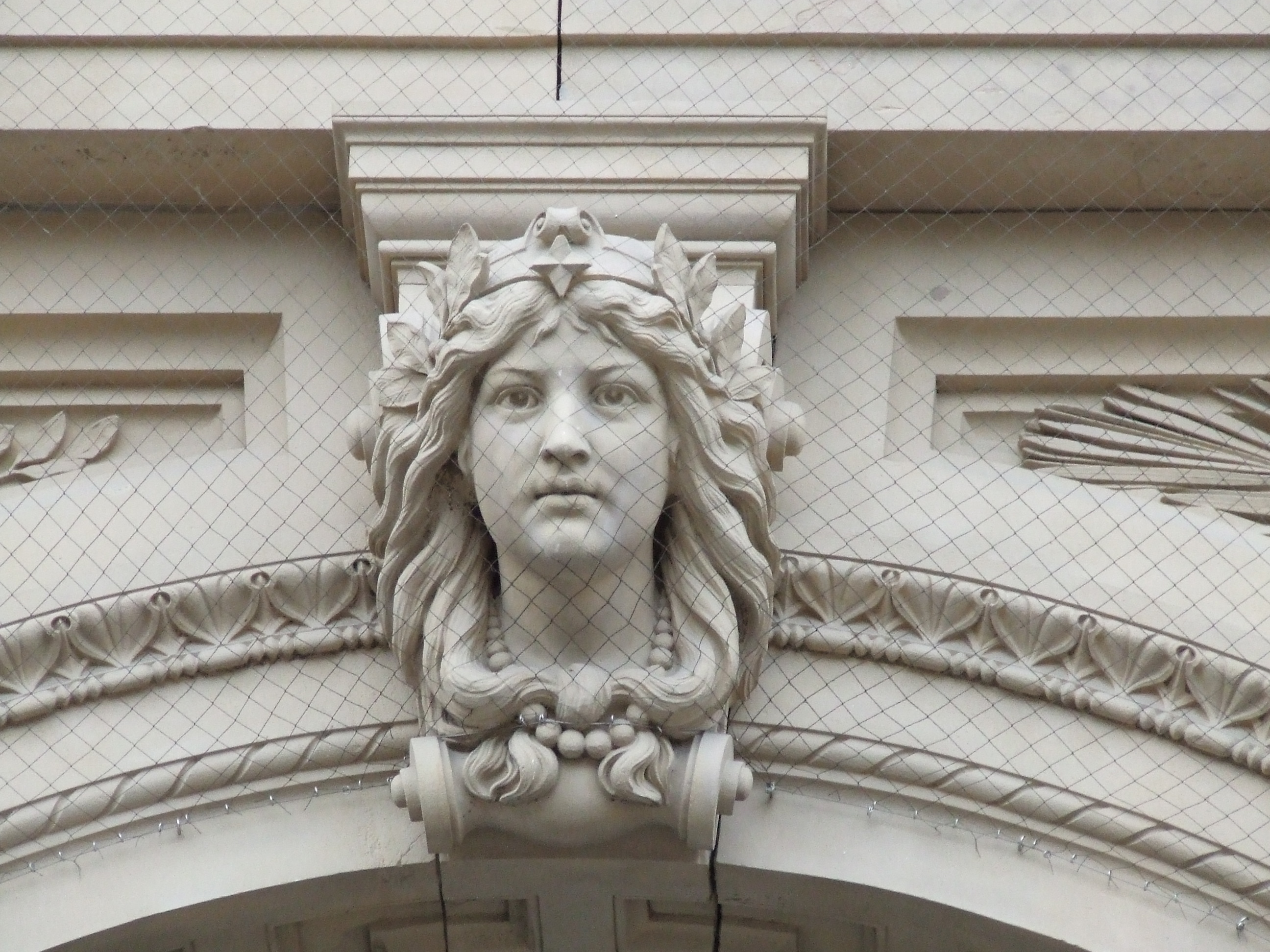
Minerve
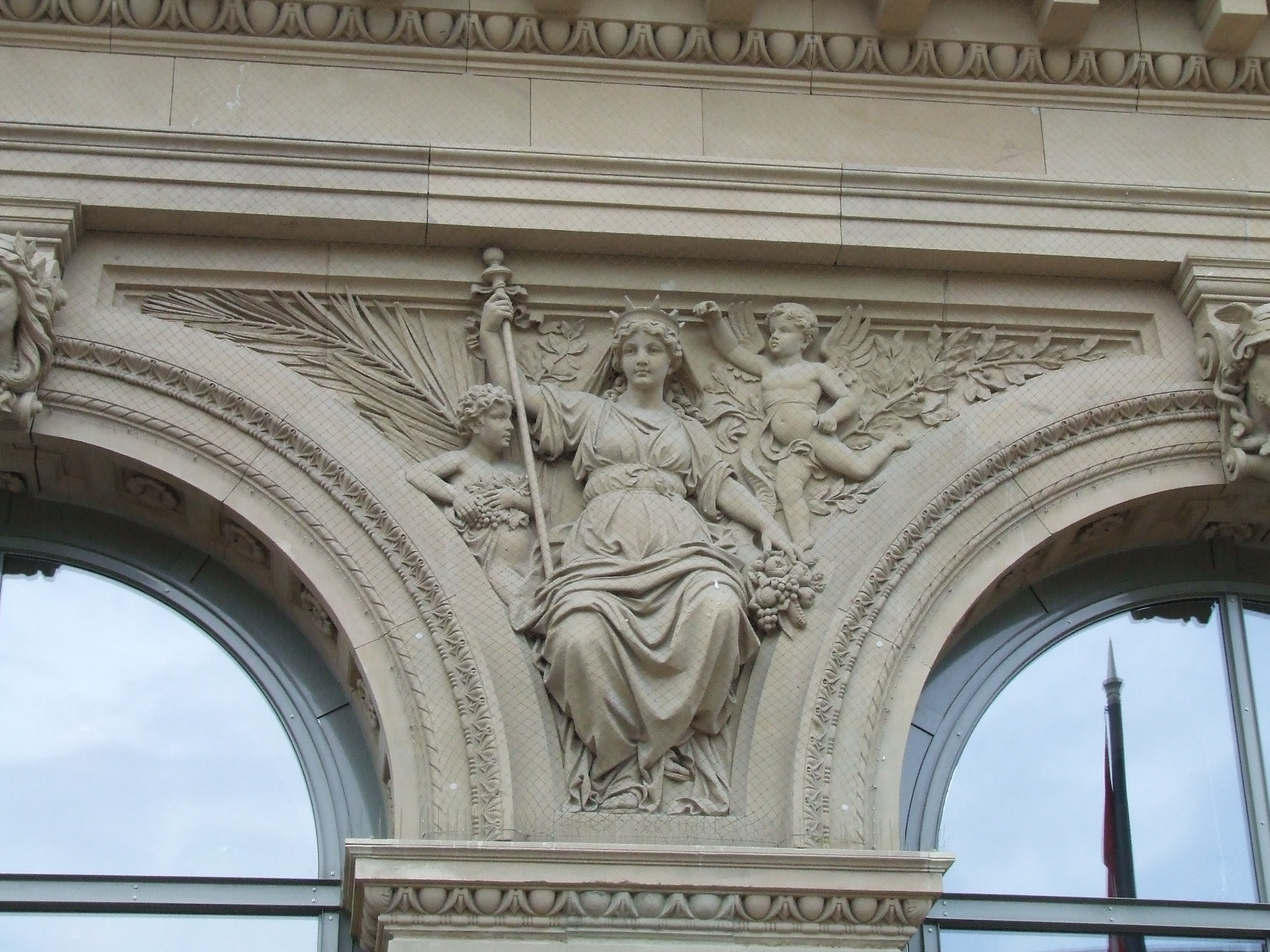
figure allégorique Bénédiction
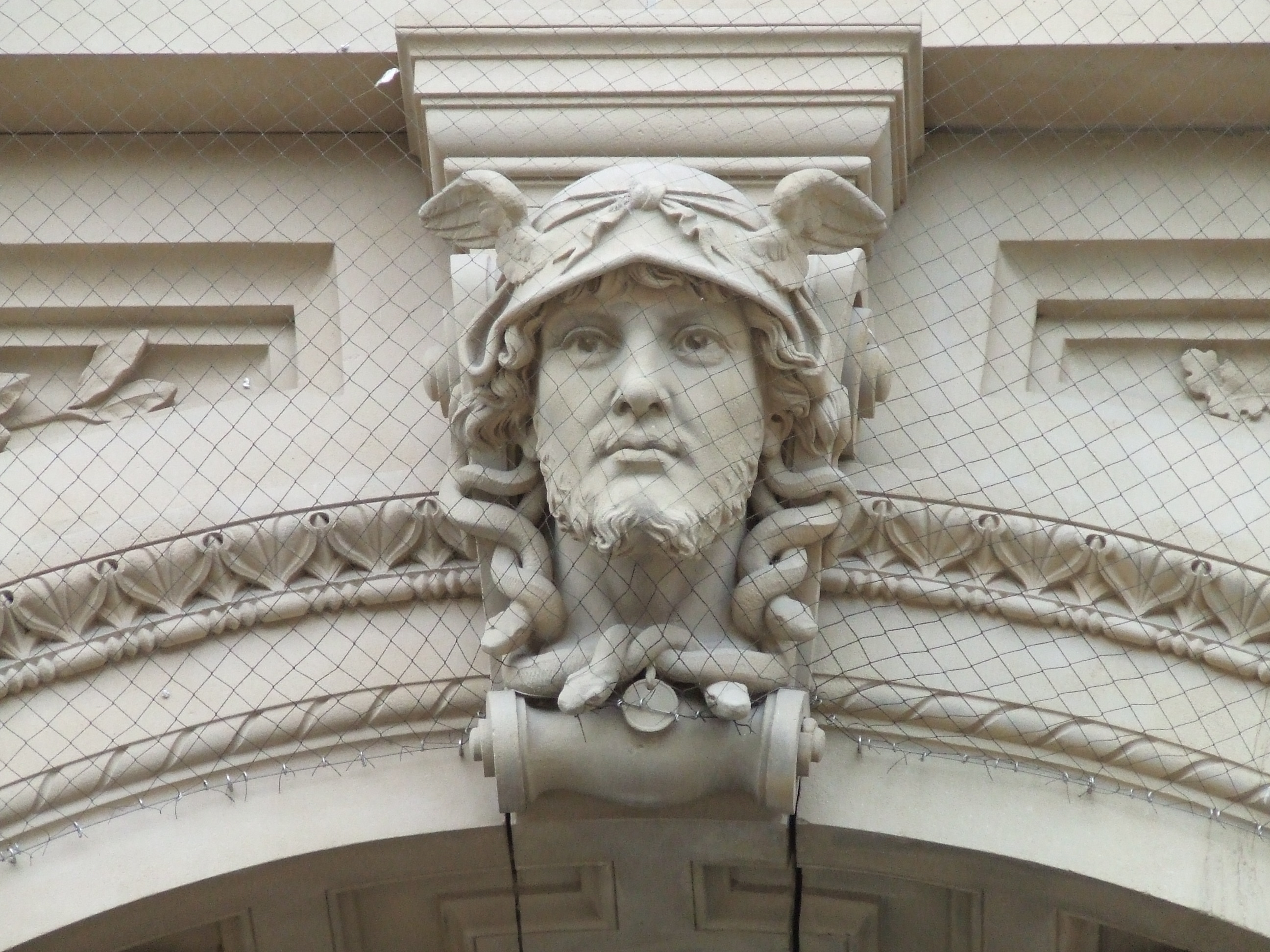
Mercure
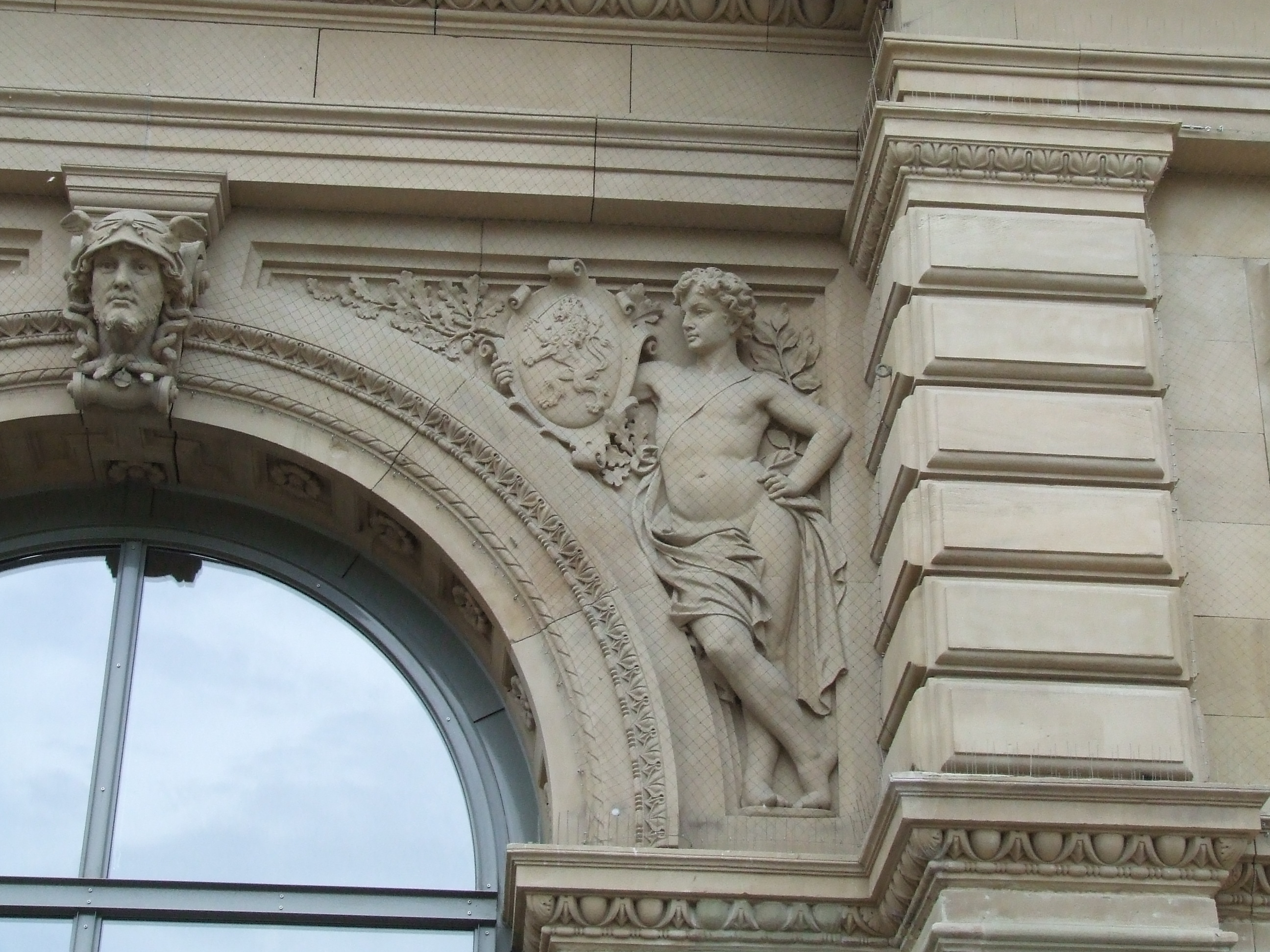
Blasonnement de Grand-duché de Hesse

L'ensemble des installations de génie ferroviaire a été construit sous la supervision du superviseur de la construction, J. Kramer. Les passagers étaient protégés par la plus longue salle de gare d'Europe à l'époque, construite par l'usine MAN de Gustavsburg. Elle avait aussi construit le pont ferroviaire sur le Rhin. D'une longueur de trois cents mètres et d'une largeur de 47 mètres, la structure en fonte, fer forgé, verre et tôle ondulée couvrait une superficie d'environ 14 000 mètres carrés. La construction du toit a été divisée en 29 sections et soutenue par soixante piliers en fer forgé. Les faces avant ont été fermées avec des tabliers en verre jusqu'à la hauteur d'entrée des trains. Le point le plus haut de la toiture était équipé d'un toit vitré, ouvert latéralement pour l'extraction de la fumée et de la vapeur. Deux autres panneaux de verre ont interrompu le couvercle, qui était autrement fait de tôle ondulée.

#### Place de la gare

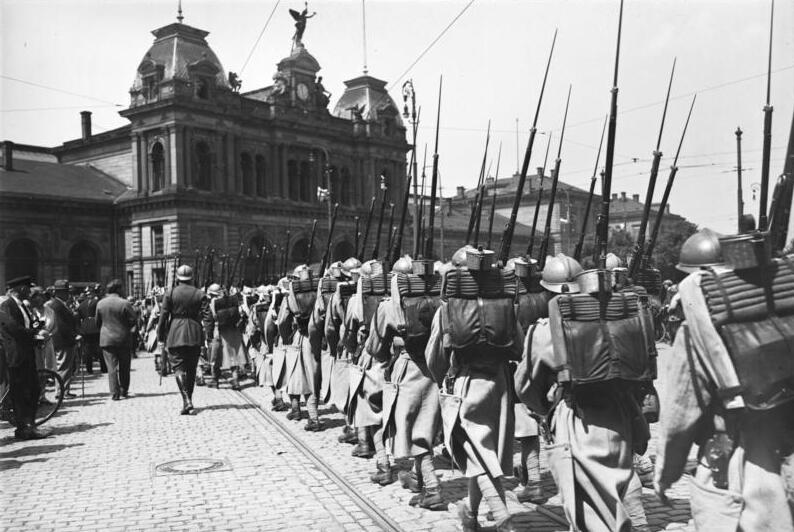
Retrait des troupes françaises sur la place de la gare centrale. La Rhénanie est totalement évacuée par les Alliés le 30 juin 1930.

#### Première rénovation
La première salle a été en service jusqu'en 1935. Il a été endommagé par un incendie dans la ferme de toit du bâtiment d'accueil le 23 décembre 1934. Dans le bâtiment d'accueil, les entrepôts et les chambres du personnel de la gare ont été victimes des flammes. Malgré des dégâts mineurs, la Reichsbahndirektion Mainz a décidé, dans le cadre d'un programme de création d'emplois, de le remplacer complètement.
La façade extérieure est restée pratiquement inchangée, mais le toit de la gare a perdu sa statue du Génie et l'horloge centrale flanquée d'allégories. Les dômes d'extrémité de la risalite d'angle ont survécu jusqu'à la fin de la guerre. Les salles de bagages et de comptoirs ont été nouvellement meublées.
Le hall de la plate-forme a été reconstruit par MAN en 1939 et ne mesurait que 140 mètres de long. Pendant la Seconde Guerre mondiale, il a été considérablement endommagé lors des bombardements aériens de Mayence. En tant que nœud routier, Mayence était au centre de l'attention des stratèges militaires. Encore et encore des bombes sont tombées sur la station. En septembre 1944, à quelques jours d'intervalle, des unités de la Royal Air Force et de l'US Army Air Force attaquent la gare centrale de Mayence. La gare et son parvis ont été gravement endommagés. Les immeubles de bureaux, les terminaux, les entrepôts et la salle des vins ont complètement brûlé. 1767 mètres de voies, six postes d'aiguillage et 198 points ont été détruits. En 1945, la Reichsbahndirektion a perdu environ 180 millions de marks. Malgré tout, le trafic ferroviaire a été maintenu avec de brèves interruptions.

#### Seconde rénovation
Avec la permission des occupants américains et français, la circulation a repris sur les routes individuelles et la reconstruction a commencé en 1945. En 1947, la restauration de la place de la gare et du bâtiment d'accueil a commencé. Les murs extérieurs et le plan de masse ont été conservés, le plan de masse a été amélioré.
La gare centrale a ensuite été agrandie, modernisée et adaptée au progrès technique. Le dépôt ferroviaire de Mayence fut l'un des premiers dépôts "sans vapeur" lorsque la dernière locomotive à vapeur quitta le hangar à machines de Mayence en 1959. Ceci a été précédé par l'électrification de la station.
Le point de repère de la station était maintenant la grande fenêtre Kupferberg dans le tablier de la salle de piste et la fenêtre du dentifrice Blendax (de).[Quoi ?]

#### Troisième rénovation

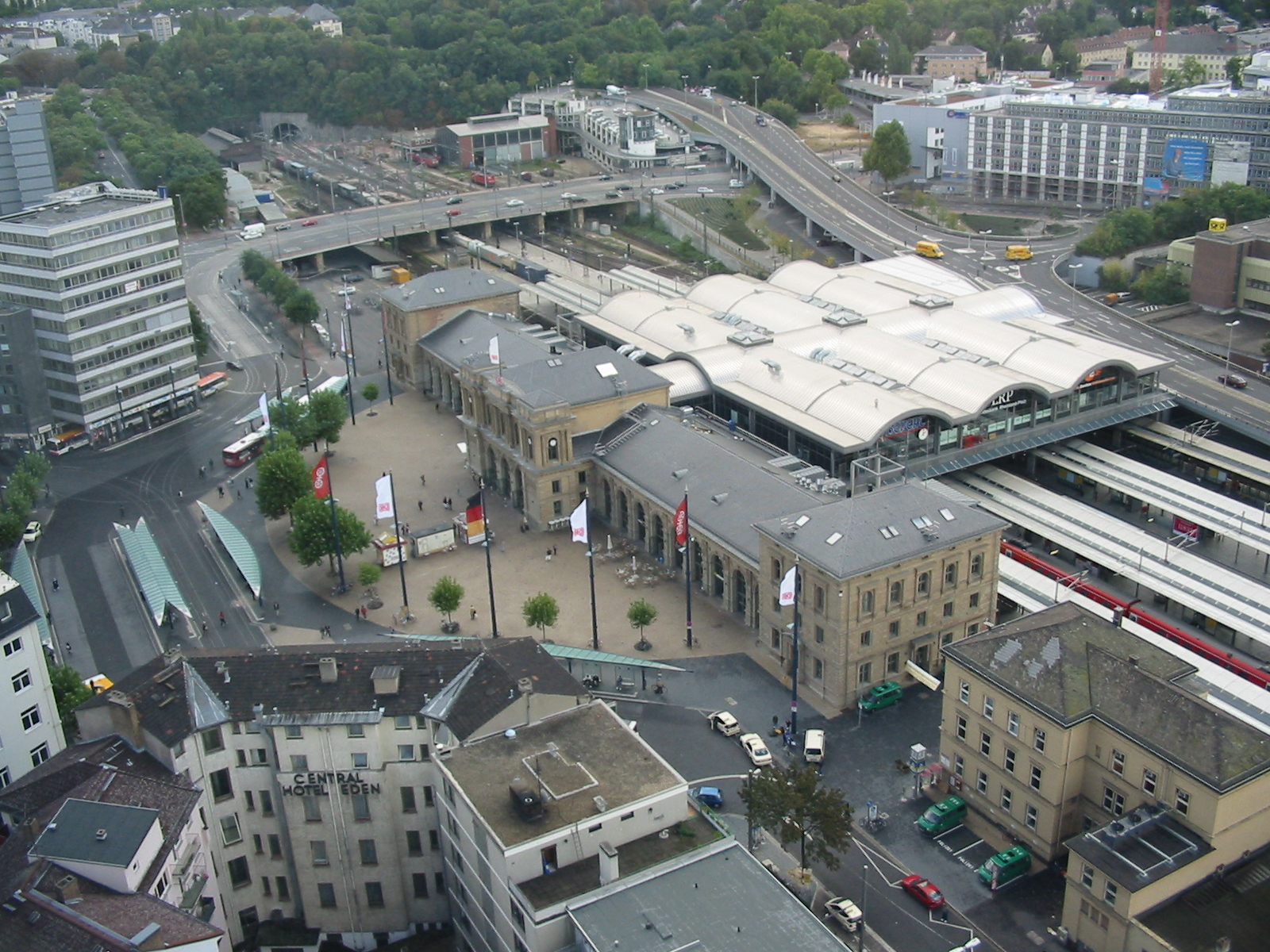
Vue panoramique des deux parties de la gare, le bâtiment Berdellé et l'aménagement contemporain

L'aménagement moderne présente la particularité d'être construit au-dessus des voies : une plate-forme de 3 800 m² posée perpendiculairement au-dessus des 5 quais et des 7 voies pour une surface totale de 16 906 m².

#### Importance logistique auXXIesiècle
La gare de Mayence est utilisée par environ 80 000 voyageurs par jour. Les lignes suivantes sont disponibles:
- RER allemand (S-Bahn) : ligne S 8, Wiesbaden–Mayence Rüsselsheim–Francfort–Hanau, S-Bahn Rhein-Main.
- La ligne du Main (de) (train Mayence-Francfort)
- 78 lignes longue-distance (IC, EC et ICE)
- plate-forme trimodal (eau - rail – route) vers le port douanier et fluvial de Mayence

De plus, la gare accueille une centrale de bus locaux et régionaux (RNN, ORN et MVG).
Le week-end et les jours fériés, il est possible d'acheter des billets pour le train Alsace-Express à destination de Wissembourg.

## Projet de vidéo-surveillance
L'office fédéral de police criminelle allemand (BKA) teste depuis octobre 2006 et jusqu'à janvier 2007 un projet pilote de vidéo-surveillance. Ce système est capable d'effectuer des reconnaissances faciales basées sur des données biométriques. Les caméras sont installées dans le hall d'entrée de la gare.